# Bonnefoy (métro de Toulouse)
Pour les articles homonymes, voir Bonnefoy.
Bonnefoy est une future station du métro de Toulouse, située entre les stations Raisin et Marengo – SNCF dans le nord-est de Toulouse, dans le quartier Bonnefoy. Elle sera située sur la ligne C du métro de Toulouse, future troisième ligne du métro toulousain. Sa mise en service est prévue pour 2028, après des travaux devant débuter en 2022.

## Caractéristiques
La station Bonnefoy se situerait dans le nord-est de Toulouse, au début du faubourg Bonnefoy et de la rue du même nom, qui remonte ensuite vers L'Union et Saint-Jean. Elle se situerait sur une petite placette, à l'angle d'une petite rue du quartier. L'arrivée de cette station est nécessaire pour désenclaver le quartier, non desservi par une ligne structurante de transports en commun, mais seulement par quelques lignes de bus. L'arrivée de cette station entraîne par ailleurs le réaménagement du quartier, aujourd'hui très encombré, notamment le long de l'ancienne route nationale 88. Comme l'ensemble du tronçon situé au cœur de Toulouse, la station devrait être souterraine.
L'arrivée du métro dans le quartier s'accompagnera d'un réaménagement de la place Bories, repensée en faveur de modes doux et pour maintenir le marché notamment. Les itinéraires cycles seront complétés et le stationnement repensés, alors que le Linéo 9 fera l'objet d'améliorations afin de faciliter les correspondances avec le métro.
La station serait desservie par les lignes de bus du réseau Tisséo 42 et 43 (selon la desserte de l'actuel arrêt Arago), ainsi que par la ligne de BHNS Linéo 9, provenant de L'Union et en direction d'Empalot.

## Construction
Comme l'ensemble de la ligne, la construction de la station devrait débuter en 2022, pour une ouverture en 2028.
La station est franchie en avril 2025 par le tunnelier Marie-Thérèse de Villeneuve-Arifat, en provenance de la station Raisin.

## Aménagement culturel
La station accueillera une œuvre d'Amélie Scotta.

## A proximité
- Gare Raynal
- Groupe scolaire Bonnefoy
- Jardin Michelet
- École élémentaire privée Sainte Foy
- Collège Marengo
- Église Bonnefoy
- Espace Bonnefoy